# Zidanica
Zidanica je lesena ali zidana stavba, postavljena ob rob vinograda. Gospodarski del je namenjen shranjevanju orodja. Poseben del v njej je klet in prostor s stiskalnico. Bivalni del pa je namenjen občasnemu prenočevanju vinogradnika in njegove družine v času intenzivnih del v vinogradu. S pojavom »vikendovstva« pa sta namen in vloga zidanic ali hramov dobila povsem nove razsežnosti. 
V Beli krajini so bile v preteklosti v navadi nadstropne stavbe, delno vkopane v zemljo (his), zidane ali lesene, v severovzhodni Sloveniji so bile bolj v navadi pritlične kleti, podobne tistim na Dolenjskem. Te pritlične kleti so bile bodisi enoprostorne, bodisi dvoprostorne, odvisno od velikosti vinograda in oddaljenosti le-tega od domačije.